# اودین بیرون
اودین بیرون (انگلیسی: Odin Biron؛ زادهٔ ۵ اکتبر ۱۹۸۴) بازیگر اهل ایالات متحده آمریکا است.
از فیلم‌ها یا برنامه‌های تلویزیونی که وی در آن نقش داشته‌است می‌توان به نهایت ضربه، مارپیچ و همسر چایکوفسکی اشاره کرد.